# アダマストル (非防護巡洋艦)
| 竣工時の「アダマストル」 | |
| 艦歴                     | |
| 発注                     | オルランド社リヴォルノ造船所 |
| 起工                     | 1895年1月1日 |
| 進水                     | 1896年7月12日 |
| 就役                     | 1898年 |
| 退役                     | |
| その後                   | |
| 除籍                     | 1933年1月 |
| 前級                     | サオ・ガブリエル級 |
| 次級                     | レイナ・ドナ・アメリア級 |
| 性能諸元                 | |
| 排水量                   | 満載：1,729トン |
| 全長                     | 74.0m -m（水線長） |
| 全幅                     | 10.72m |
| 吃水                     | 4.65m |
| 機関                     | 形式不明石炭専焼缶4基 ＋三段膨張型レシプロ機関2基2軸推進 |
| 最大出力                 | 4,000hp |
| 最大速力                 | 18.0ノット |
| 航続距離                 | 10ノット/5,400海里 |
| 燃料                     | 石炭：420トン（満載） |
| 乗員                     | 237名 |
| 兵装                     | アンサルド 1895年型 15.2cm（30口径）単装砲2基 クルップ 1895年型 10.5cm（40口径）単装砲4基 カネー 6.5cm（-口径）単装砲4基 オチキス4.7cm（43口径）単装機砲8基 オチキス 3.7cm（23口径）5連装回転式機砲2基 45.7cm水中魚雷発射管単装3基 |
| 装甲                     | 甲板：0mm（主甲板） |

アダマストル (Cruzador português Adamastor) は、ポルトガル海軍の非防護巡洋艦。同型艦はない。本艦は防御装甲を持たない巡洋艦であった。

## 概要
本艦はポルトガル国王カルロス1世による海軍拡張計画の一環としてイタリアに発注された艦である。設計と建造はオルランド社、リヴォルノ造船所で建造された。

## 艦形

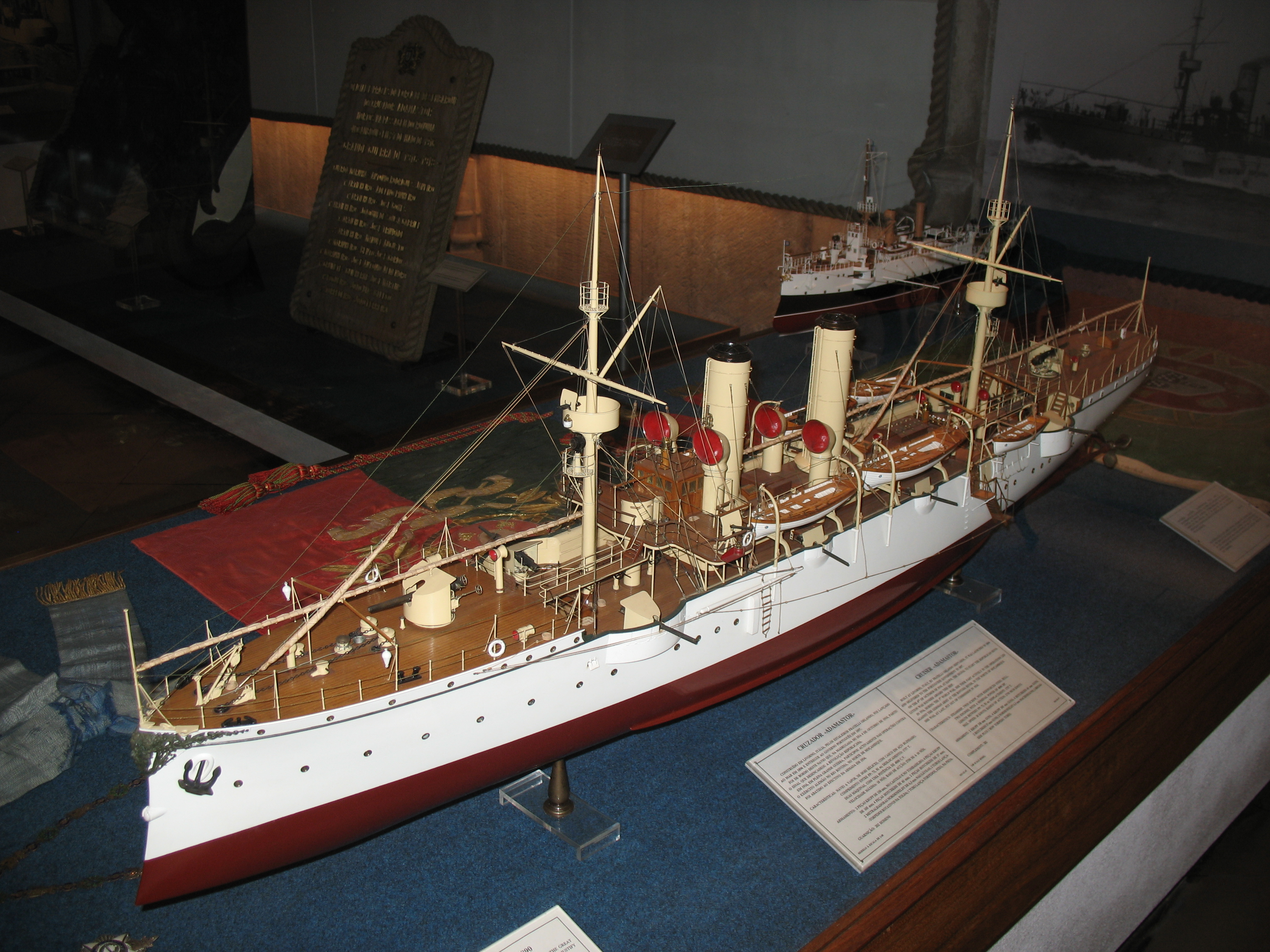
写真はリスボン博物館のアダマストルの模型

本級の船体形状は平甲板型船体で、水面下に衝角を持つ艦首から前部甲板上に主砲として「アンサルド 1895年型 15.2cm（30口径）砲」を防盾の付いた単装砲架で前向きに1基を配置した。の後ろに頂上部に見張り所を、中部に探照灯台を持つ単脚式のマスト1基の後ろに司令塔を下部に組み込み、船橋を両側に持つ箱型の操舵艦橋が立つ。船体中央部に2本煙突が立ち、煙突の周囲には艦内への吸気用として煙管型の通風筒が1番煙突の前側に並列で2本、1番・2番煙突の間に並列で2本が立てられた。煙突の周囲は艦載艇置き場となっており、その後ろは前部マストと同じ様式の後部単脚マスト、後ろ向きに15.2cm単装塔1基を配置した。副砲の「クルップ 1895年型 10.5cm（40口径）砲」は前後のマストの側面部の舷側に張り出しを設けて防盾付きの単装砲架で片舷2基ずつ計4基が配置された。この武装配置により前後方向に最大で15.2cm砲1門、10.5cm砲2門、左右方向に15.2cm砲2門、10.5cm砲2門が指向出来た。

## 艦歴
ポルトガル領アンゴラとモザンビークを陸路で結ぶことをイギリスにより妨げられ屈辱を受けたことで、ポルトガルの栄誉を回復させるため集まった国民からの寄付金によりアダマストルは建造された。1895年1月に起工、1896年7月に進水し、1897年8月に竣工した。
1897年、装甲艦ヴァスコ・ダ・ガマやスペインの艦艇とともにモロッコ沿岸へ派遣され海賊狩りを行った。1908年ごろにはポルトガル領ティモールやオランダ領東インドを訪れている。
1910年10月5日革命ではポルトガル海軍は重要な役割を果たした。3隻の巡洋艦の乗組員も革命を支持し、アダマストルは巡洋艦サン・ラファエルとともに王宮に対して砲撃を行った。 
第一次世界大戦時の本艦は連合国の輸送船団の護衛任務や本国沿岸部の哨戒任務に従事した。大戦後はポルトガル極東艦隊に「ヴァスコ･ダ･ガマ」と共にマカオに駐留した。
また、1929年10月に座礁したが、浮揚され復帰した。
1930年11月上旬、大日本帝国の高松宮宣仁親王（昭和天皇弟宮）と宣仁親王妃喜久子がポルトガルを非公式に訪問した。その答礼のため、フィリピンから日本に派遣される。
12月16日、アダマストルは横浜港に到着する。12月18日、Silva Nogueira艦長と本艦副長は昭和天皇に拝謁した。
1932年に第一次上海事変が起きた際、上海租界におけるポルトガル居留民保護のために上海まで海軍陸戦隊を輸送した。
1933年に退役した。